# Альціон малий
Альціон малий (Halcyon chelicuti) — вид сиворакшеподібних птахів родини рибалочкових (Alcedinidae).

## Поширення
Вид поширений в Африці південніше Сахари, за винятком густих лісів (особливо навколо річки Конго), Африканського Рогу, пустелі Наміб і Південної Африки. Віддає перевагу лісам, терновим чагарникам (торнвельд), сухим чагарникам і відкритим саванам, але уникає інтенсивно оброблених земель.

## Опис
Птах досягає довжини в середньому від 16 до 18 см. У нього буре оперення верхньої частини тіла, пір'я спини та хвоста металево-сині. Черево і потилиця білі, верхівка голови з смугами сірого та білого кольорів. Вершина дзьоба і наддзьоб чорні, решта дзьоба червоно-жовтогарячого кольору.